# Lindsaea mesarum
Lindsaea mesarum är en ormbunkeart som beskrevs av K. U. Kramer. Lindsaea mesarum ingår i släktet Lindsaea och familjen Lindsaeaceae. Inga underarter finns listade.